# The Morrigan's Call
«The Morrigan's Call» — п'ятий студійний альбом ірландського кельтик-метал-гурту Cruachan. Реліз відбувся 17 листопада 2006 року.

## Список композицій
| #     | Назва                         | Тривалість |
| ----- | ----------------------------- | ---------- |
| 1.    | «Shelob»                      | 03:05      |
| 2.    | «The Brown Bull of Cooley»    | 05:26      |
| 3.    | «Coffin Ships» (інструментал) | 01:50      |
| 4.    | «The Great Hunger»            | 06:10      |
| 5.    | «The Old Woman in the Woods»  | 01:52      |
| 6.    | «Ungoliant»                   | 03:56      |
| 7.    | «The Morrigan's Call»         | 01:52      |
| 8.    | «Téir Abhaile Riú»            | 04:16      |
| 9.    | «Wolfe Tone»                  | 02:58      |
| 10.   | «The Very Wild Rover»         | 04:04      |
| 11.   | «Cuchulainn»                  | 06:24      |
| 12.   | «Diarmuid and Grainne»        | 05:15      |
| 47:08 |                               |            |

## Учасники запису
- Кіф Фей — вокал, електрогітара, акустична гітара, клавіші, бузукі, мандоліна, банджо, боран, ударні
- Карен Джилліган — вокал
- Джої Фарел — ударні
- Джон Райян — скрипка, банджо, гроулінг
- Джон Клоессі — бас-гітара, задній вокал

### Додатковий персонал
- Ейна О'Двайєр — кельтська арфа
- Джон О'Фатай — ірландська флейта, вістл, бомбарда, блокфлейта, клавіші
- Гейл Лайблінг — інженерія, продюсер
- Маттіас Зіммер — компонування